# Pencahue
Pencahue är en kommun i Chile.   Den ligger i provinsen Provincia de Talca och regionen Región del Maule, i den södra delen av landet, 230 km sydväst om huvudstaden Santiago de Chile.
Trakten runt Pencahue består till största delen av jordbruksmark. Runt Pencahue är det glesbefolkat, med 11 invånare per kvadratkilometer.